# Siliquobolellus amicusdraconis
Siliquobolellus amicusdraconis — вид двопарноногих багатоніжок родини Pseudospirobolellidae. Описаний у 2022 році.

## Назва
Видовий епітет amicusdraconis означає «друг дракона» і відноситься до типової місцевості, яку вид поділяється з «шокуючою рожевою багатоніжкою-драконом» Desmoxytes purpurosea Enghoff, Sutcharit & Panha, 2007.

## Поширення
Ендемік Таїланду. Відомий лише з типового місцеположення в провінції Утхайтхані.

## Опис
Відрізняється від інших видів роду тим, що кінчик переднього гонопода перетинається з кінчиком протилежного боку, обидва разом утворюють краплеподібне «вікно», тоді як у двох інших видів кінчики переднього гонопода відокремлені від один одного; зовні відрізняється яскраво-помаранчевим забарвленням переднього і заднього кінців.